# Weraroa spadicea
Weraroa spadicea är en svampart som beskrevs av Singer 1959. Weraroa spadicea ingår i släktet Weraroa och familjen Strophariaceae.   Inga underarter finns listade i Catalogue of Life.